# علوم تصمیم و مهندسی دانش
رشته علوم تصمیم و مهندسی دانش یک رشته منحصربه‌فرد، میان رشته‌ای در مجموعه مهندسی و علوم کامپیوتر است که در سال ۱۳۸۹ بنا به پیشنهاد گروه محاسبات نرم ایجاد و مشخصات، برنامه‌ها و سرفصلهای دروس آن به دانشگاه‌های مربوطه ابلاغ گردید. این رشته ارتباط تنگاتنگی با رشته هوش مصنوعی دارد و شاید بتوان آن را شاخه‌ای از محاسبات نرم در هوش مصنوعی به حساب آورد و به همین دلیل در حوزه‌های علوم دانش، محاسبات نرم، علوم کامپیوتر(علوم رایانه)، مدیریت فناوری اطلاعات و مدیریت کارایی کسب و کار به‌خوبی قابل تعریف می‌باشد در همین زمینه می‌توان به کاربرد خاص و مورد مطالعاتی(Case Study) رشته هایی نظیر رشته علوم اقتصادی و شاخه های پزشکی و ... اشاره داشت. در سال 1395 ساختار  این رشته در مقطع کارشناسی ارشد تغییر و یکی از 7 شاخه  رشته علوم کامپیوتر تعریف گردید و براساس آن رشته علوم کامپیوتر گرایش علوم تصمیم و دانش مصوب و برنامه  درسی آن نیز تغییرات جزئی نمود و سعی شد در آن پویایی بیشتری در مباحث روز حوزه‌های مرتبط دیده شود.

## اهداف تعریف رشته
علوم تصمیم و مهندسی دانش یکی از رشته‌هایی است که از ارتباط تنگاتنگ رشته‌های مهندسی و علوم ریاضی به وجود می‌آید و هدف آن پرورش مهندسان و پ‍ژوهشگرانی است در جهت تحقق خواسته‌های زیر:
- تربیت متخصصین استخراج دانش و تصمیم‌سازی در حضور عدم قطعیت، که آگاه به روش‌های ریاضی و نیز روش‌های هوشمند و نوین در مهندسی باشند
- پرورش مهندسانی با قابلیت شناسایی نیاز برای سامانه‌ها و روش‌های تصمیم‌سازی مناسب در انواع سیستم‌های نرم‌افزاری و اطلاعاتی برای حل یک معضل یا زمینه خاص
- افزایش بهره‌وری با هدف بهبود و ارتقاء فرآیندهای تصمیم‌سازی در سازمان‌ها، شبکه‌ها و جامعه
- تربیت مهندسینی که قادر باشند به عنوان آنالیست و تحلیلگر در کنار مدیران مختلف فعالیت نمایند، و آنان را در گزینش راهکار و تصمیم‌سازی یاری نمایند. این مهم براساس استخراج اطلاعات از داده‌ها و تصمیم سازی بهینه انجام خواهد گرفت.
- پرورش مهندسانی که قادر باشند سامانه‌های نرم‌افزاری و اطلاعاتی مورد نیاز را برای کسب دانش یا تصمیم سازی برای حل یک معضل یا زمینه خاص، طراحی و پیاده‌سازی نمایند.

## آینده رشته
کاربردی بودن این رشته در فضای علوم محاسباتی، تکنولوژی اطلاعات، علوم اقتصادی و علوم تصمیم‌گیری از مزایای منحصربه‌فرد این رشته می‌باشد. هدف از ایجاد این رشته مدل سازی و ایجاد الگوهای تصمیم‌گیری مبتنی بر هوش مصنوعی می باشد

## ارتباط با سایر گرایشها و رشته‌ها
از دروس ارائه شده این رشته می‌توان به ارتباط این رشته با سه رشته اصلی  کامپیوتر در دو شاخه علوم کامپیوتر، هوش مصنوعی، مدیریت شاخه مدیریت دانش، مهندسی صنایع، علوم اقتصادی گرایش‌های مهندسی (نظیر مهندسی مالی، مهندسی سیستم‌های اقتصادی و اجتماعی و..) پی برد که در این رشته‌ها ارتباط با علوم کامپیوتر، علوم اقتصادی و بالاخص هوش مصنوعی به دلیل ماهیت مدلسازی آن مشهود است.

## کاربردها
از آنجا که مدیریت دانش، مدیریت دانایی یا مدیریت اندوخته‌های علمی (KM) در دسترس قرار دادن نظام‌مند اطلاعات و اندوخته‌های علمی است، این رشته به تحلیل ساختارهای علمی و در دسترس قرار دادن نظامند آن‌ها جهت کاربردهای تصمیم‌گیری و زمینه‌های کاربردی مانند روانشناختی (نمونه تحلیل منابع انسانی)، اجتماعی (نمونه تحلیل آسیبهای اجتماعی) و بالاخص اقتصادی است (نمونه بازار بورس) و حتی در بعضی از علوم زیست‌محیطی و نیز مدیریت ساختاری دانش در سازمان‌ها می‌تواند مدل ارائه نماید. تا بتوان نسبت به عینیت بخشیدن به ذهنیت‌ها، و استفاده از ابزارهای صحیح اقدام نمود.
هدف این رشته ایجاد ساختار مبتنی بر بستر سازی و مدلسازی شرایط مجازی، تحلیل و تصمیم با استفاده از مدل‌های محیطی و تسریع در پاسخگویی مبتنی بر چهارچوبهای دانش می‌باشد. اگر چه رشته‌های علوم ریاضی و مرتبط با آن دارای کاربردهای مختلف در ارائه مدل می‌باشد اما همچنان مسائل زیادی در چهارچوب علوم ریاضی قابل حل نمی‌باشند، از اینرو بنظر می‌رسد با ترکیب علوم مختلف (نظیر مهندسی، ژنتیک و حتی شیمیایی) بتوان روش‌های مهندسی نوینی در جهت پاسخگویی به این نیازها استخراج نمود. مهندسی دانش در همین چهارچوب تعریف می‌گردد.

## اجزا و ساختار رشته
همان‌طور که از نام این رشته مورد استنباط است این رشته دارای دو بخش می‌باشد:
- بخش اول: علوم تصمیم (Decision Science): هدف در این بخش تربیت مهندسان با قابلیت شناسایی، و تصمیم سازی مناسب جهت راهکار سازی درست و نیز گزینش راهکار صحیح در افزایش بهره‌وری، کارایی، ارتقا در سازمانه، شبکه‌ها، و جامعه می‌باشد.
- بخش دوم: مهندسی دانش (Knowledge Engineering): استخراج دانش، و تعیین نحوه عدم قطعیت آن (نظیر جنس احتمالی بودن، امکانی بودن) و روش‌های بررسی دانش به‌طوری که قدرت استنباط و تحلیل در سازمان، محیط و بکارگیری علومی نظیر داده کاوی جهت تحلیل داده و استخراج الگو مناسب و حتی کاربردهایی دنیای اطلاعات و ارتباطات نظیر وب (وب معنایی) و.. مد نظر باشد در زمره این بخش است.

در این رشته استفاده از محاسبات تکاملی، محاسبات چندعامله، فضا سازی تصمیم و تصمیم‌گیری چندمعیاره، یادگیری مدل، تخمین سازی محیط، میزان مطلوبیت، شاخص‌های تصادفی فرایند، کاهش خطاهای ناخواسته و استفاده از درجه ریسک پذیری، مدل‌های پژوهشی یا تحقیق در عملیات، بهینه‌سازی یافتارها یا پردازش تکاملی، داده کاوی، انباره داده، و استراتژی مدیریت بسیار قوی مورد توجه است؛ همچنین باتوجه به ماهیت ساختاری این رشته در بعضی از دانشگاههای معتبر دنیا  رویکردهای مبتنی بر علوم شناختی جهت مدلسازی و هوشمندسازی مورد توجه می‌باشد .

## ترکیب درست اجزا
برخی تصور می‌کنند که در نام این رشته بخش دوم به بخش اول تقدم دارد و نام این رشته باید مهندسی دانش و علوم تصمیم در نظر گرفته می‌شد. اگرچه با توجه به اهداف این رشته و عمومیت دانش علوم تصمیم نسبت به مبحث مهندسی دانش به نظر می‌رسد ترکیب حاضر یعنی رشته علوم تصمیم و مهندسی دانش عنوان صحیح تری برای این رشته می‌باشد.

## پذیرش دانشگاه‌ها
در مقطع کارشناسی ارشد از مهرماه سال ۱۳۸۹ دو دانشگاه تربیت معلم تهران (خوارزمی) و دانشگاه علوم اقتصادی اقدام به پذیرش دانشجو نموده و سپس دانشگاه صنعتی امیرکبیر به صورت الکترونیکی (دوره مجازی) و همچنین دانشگاه آزاد اسلامی واحد مبارکه این رشته را راه‌اندازی نموده‌اند. دانشگاه تهران در دانشکده علوم و فنون نوین، از سال ۱۳۹۲ در این رشته شروع به جذب دانشجو نموده‌است. همچنین از مهرماه سال ۱۳۹۳ دانشگاه حکیم سبزواری (دانشگاه تربیت معلم سبزوار) در دانشکده ریاضی و علوم کامپیوتر اقدام به پذیرش دانشجو نموده‌است. باتوجه به کاربردی بودن این رشته بنظر می‌رسد پذیرش دانشجو در مقطع دکتری این رشته در سال‌های آتی انجام خواهد پذیرفت.

## مهندسی دانشیامدیریت دانش
همان‌طور که در مدیریت تکنولوژی و مهندسی تکنولوژی خاستگاه در منشأ متفاوت است در ساختار دانش نیز دو مقوله مدیریت و مهندسی علی‌رغم وجوه تشابه زیاد در منشأ دارای اختلافات بنیادین می‌باشد. به‌طور کلی مدیریت به مباحث علوم انسانی پرداخته و از اطلاعات فنی یا تخصصی فارغ می‌باشد و بیشتر به جنبهٔ شغل آفرینی، اقتصاد و جامعه‌شناسی و علومی از این قبیل پرداخته می‌شود در علوم مهندسی عملاً مباحث فنی مورد نظر می‌باشد تا به ارائه راه حلهای مناسبی جهت بهبود کیفیت تولید، بازدهی بالا نائل گردد. در تعریف مدیریت دانش رویکرد نظام مند یافتن، درک کردن و استفاده از دانش برای دستیابی به اهداف سازمانی است و از طریق کاهش زمان و هزینهٔ آزمایش و خطا یا تکرار، ایجاد ارزش می‌کند ولی مهندسی دانش مدلسازی حقایق و ایجاد پارامترها با توجه به شرایط محیطی و نیازمندیهای مدل می‌باشد تا بتوان راهکار مناسب را از مدل استخراج کرد در تعامل بین مدیریت دانش و مهندسی دانش، مهندسان دانش در سازمان استخراج دانش خبرگان سازمان و مستندسازی تجارب را برعهده دارند بطوریکه انجام این مسئولیت مستلزم آگاهی از شیوه‌های گوناگون استخراج دانش ضمنی خبرگان و بهره‌گیری از بهینه‌ترین شیوه است. از دیگر وظایف مهندسان دانش می‌توان به همکاری در برگزاری انجمن‌های خبرگی، انجام فرایندهای درخواست دانش و… اشاره داشت که انجام هریک از وظایف مذکور نیازمند گذراندن آموزش‌های خاص است. بدیهی است که تصمیم سازی و علوم آن (علوم تصمیم) در زمره هر دو مقوله می‌تواند کاربرد داشته باشد. از همین رو یک درس سه واحدی بنام مدیریت دانش جهت بکارگیری جنبه‌های مدیریتی در مهندسی دانش در مجموعه دروس انتخابی دانشجویان پیش‌بینی شده‌است.

## این رشته در سایر دانشگاه‌های جهان
از آنجا که در این رشته از لحاظ ساختاری یک بخش در علوم مهندسی و بخش دیگر در علوم پایه است لذا ساختار اجرایی آن نیز در دانشگاه‌های معتبر دنیا دارای چیدمانهای مختلفی است؛ بنابراین می‌توان گروه‌ها و دپارتمانهای مختلفی را در دانشگاه‌های سایر کشورها پیدا نمود. یکی از معتبرترین دانشگاه‌های مجری این رشته دانشگاه ملی سنگاپور (NSU) است که طبق نظام رتبه‌بندی THS، در سال ۲۰۱۷ حائز رتبه ۱۰ در میان دانشگاه‌های دارنده رشته علوم کامپیوتر شده‌است. دراینجا دانشگاه‌های ماستریچد(Maastricht)در هلند و آستون (Aston) مد نظر قرار گرفته‌است.
در این دانشگاه‌ها دپارتمان مهندسی دانش وجود دارد بطوریکه برای دانشجویان دارای سه برنامه از پیش تعیین شده (Minor)بوده که می‌تواند یکی انتخاب گردد و هر Minor دارای سه درس اصلی و در پایان این سه درس یک پروژه عملی است:
- Minor Reasoning

Courses: Introduction to Computer Science, Databases, Semantic Web
Project assignment
- Minor Operations Research

Courses: Knowledge Presentation and Cognitive Psychology, Reasoning Techniques, Prolog
Project assignment
- Minor Data and Knowledge

Courses: Graph Theory, Agorithmic Networks and Optimization, Reasoning Techniques
Project assignment
از دروس ارائه شده مهم در این دانشگاه که در سرفصلهای رشته ایجاد شده و در برنامه درسی  اولیه تصویب شده در ایران دیده نمی‌شد می‌توان به دروس زیر اشاره داشت:
Philosophy of ScienceوReasoning Techniques و Knowledge Presentation and Cognitive Psy 